# Franz Macasius
Franz Macasius, pokřtěn jako Johannes Franciscus Macasius (16. srpna 1686 Jáchymov – 10. května 1733 Praha), byl český jezuita, učenec a doktor tří fakult pražského Klementina.

## Život
Franz Macasius byl synem Johanna Jacoba Macasia a jeho manželky Marie Barbary rozené Schedlichové. V roce 1703 vstoupil do Tovaryšstva Ježíšova a v pražském Klementinu vyučoval pět let latinu, jeden rok morálku a tři roky filozofii, čtyři roky morální teologii a šest let církevní právo. Dva roky byl prefektem školy a doktorem tří fakult. Macasius zemřel v Klementinu v roce 1733.

## Dílo
- Pio-Marianum pro primo Virgineae Conceptionis diluculo a labis originalis umbra vindicando argumentum, ex oraculo apostolico S. Pii V. Pont. Maximi… deductum 1728.
- Singulare Maternitatis Christi Beneficium, Personale Exemptionis à Labe Originali pro Deipara Privilegium : Assumptum In Illibatae Conceptionis Marianae Argumentum; Atque Ante An[n]iversariam Juramenti de Im[m]aculata Dei Genitricis Conceptione instaurationem, Coram Senatu Populóq[ue] Academico Julio-Montano 1730.
- Manuale Theologico - Canonicum sponsabilibus quaestionibus et resolutionibus compendiose deductis. Olom 1730 et 1731 Pragae 1745.
- Jus ecclesiasticum commentarii in V. Libros decretialum Gregorii IX. illustratum. Prag 1749.